# Daptomys
Daptomys is een geslacht van zoogdieren uit de familie van de Cricetidae. De wetenschappelijke naam van het geslacht werd in 1929 gepubliceerd door Anthony. Het geslacht is in 2023 afgesplitst van het geslacht Neusticomys.

## Soorten
Er worden 4 soorten in dit geslacht geplaatst:
- Daptomys ferreirai (Percequillo, Carmignotto, & M. J. de J. Silva, 2005)
- Daptomys oyapocki Dubost & Petter, 1979
- Daptomys peruviensis Musser & Gardner, 1974
- Daptomys venezuelae Anthony, 1929